# 2,3-二羟基-3-甲基戊酸
2,3-二羟基-3-甲基戊酸（2,3-dihydroxy-3-methylpentanoic acid）是异亮氨酸的代谢中间产物。它可以在3-甲基-3-乙基环丙基甲酸乙酯的水解反应中生成。